# Punk-O-Rama Vol. 9
Punk-O-Rama 9 è il nono album della serie omonima.
Questa è la prima delle due pubblicazioni della serie ad essere pubblicata in doppio disco con DVD. Il DVD contiene i video musicali dei gruppi presenti nel CD, esclusi i Randy ed i Converge che non appaiono nel CD. Inoltre, delle formazioni presenti in entrambi i supporti, solo i The Bouncing Souls ed i Matchbook Romance hanno la stessa canzone nel CD e nel DVD, rispettivamente con Sing Along Forever e Promise.
Tutte le tracce del CD sono state già pubblicate altrove eccetto Seein' Diamonds degli Hot Water Music e The Plague (live) dei Death By Stereo.
Il Volume 9 è inoltre l'unico della serie a non includere una canzone dei NOFX.
Questo è uno dei maggiori album in cui l'ora celebre gruppo Motion City Soundtrack acquista una certa fama grazie ai divertenti video presenti nel DVD.

## Tracce

### CD
1. Social Suicide – Bad Religion – 1:35
2. Ride the Wings of Pestilence – From First to Last – 4:20
3. Sick Little Suicide – The Matches – 4:17
4. The Keys to Life vs. 15 Minutes of Fame – Atmosphere – 2:40
5. Now I Know – Pennywise – 2:57
6. Throw Down – Motion City Soundtrack – 3:12
7. Tropical London – Rancid – 3:03
8. The Dirty Glass – Dropkick Murphys – 3:37
9. Plea from a Cat Named Virtute – The Weakerthans – 3:49
10. Promise – Matchbook Romance – 4:16
11. City in the Sea – Scatter the Ashes – 4:22
12. Liberation Frequency – Refused – 4:11
13. Struck By a Wrecking Ball – Nekromantix – 3:28
14. Bad Reputation – Pulley – 2:53
15. Fall Apart – 1208 – 3:08
16. Sing Along Forever – The Bouncing Souls – 1:35
17. Seein' Diamonds – Hot Water Music – 3:36
18. Life Goes By – The Special Goodness – 2:45
19. Miss Take (Radio Edit) – HorrorPops – 3:06
20. Temptation – Tiger Army – 2:10
21. Dirty Love – Division Of Laura Lee – 3:11
22. Burn in Hell – Error – 3:04
23. Now – Eyedea & Abilities – 4:21
24. The Plague (live) – Death By Stereo – 2:58

### DVD
1. Sing Along Forever – The Bouncing Souls
2. Miss Take – HorrorPops
3. Trying to Find a Balance – Atmosphere
4. Insects Destroy – Pulley
5. The Next Big Thing – 1208
6. Promise – Matchbook Romance
7. The Future Freaks Me Out – Motion City Soundtrack
8. Psalm for the Future for the Elks Lodge Last Call – The Weakerthans
9. X-Ray Eyes – Randy
10. NFA – The Special Goodness
11. Heartless – Converge